# Борралью, Каю
Ка́ю Вини́сиус Си́лва Борра́лью (порт.-браз. Caio Vinícius Silva Borralho; род. 16 января 1993 года, Сан-Луис, Мараньян, Бразилия) — бразильский боец смешанных единоборств, представитель средней весовой категории. Выступает на профессиональном уровне с 2014 года. Бывший чемпион организации Future FC в среднем весе. Наиболее известен по участию в турнирах крупнейшей бойцовской организации в мире — UFC. Занимает 7 строчку официального рейтинга UFC в среднем весе.

## Титулы и достижения

### Ultimate Fighting Championship
- Бонус за «Бой вечера» (один раз), в бою против Джареда Каннонира;
- Бонус за «Выступление вечера» (два раза), в боях против Михала Олексейчука и Пола Крейга.

### Future FC
- Чемпион в среднем весе (один раз; бывший).

## Биография
Борралью родился 16 января в Сан-Луисе, штат Мараньян.
Каю в 6 лет начал заниматься дзюдо под руководством сэнсэя Эмилио Морейры. Впоследствии он неоднократно выигрывал чемпионаты штата Мараньян и национального уровня. После поражения на одном из турниров «рычагом локтя», сэнсэй Морейра уговорил его заниматься бразильским джиу-джитсу, а затем Борралью подключил к тренировкам по БЖЖ и муай-тай.
Дедушка Борралью был учителем математики и вдохновил его в 15 лет начать заниматься математикой и химией. После окончания школы он поступил в Федеральный университет Мараньяна (UFMA) на факультет промышленной химии. Во время учебы в университете ему предложили пройти стажировку в пивоваренной компании Ambev, но он отказался и в конечном итоге бросил учебу, увлекшись ММА.
Борралью начал заниматься именно смешанными единоборствами примерно в 18 лет. Его первый бой состоялся в 2014 году, когда ему был около 21 года, в додзё Джеймса Адлера в родном Сан-Луисе. Чуть позже он переехал в Сан-Паулу и собрал там собственную команду Fighting Nerds ("Боевые ботаники") во главе с тренером Пабло Сукупирой.

## Карьера в смешанных единоборствах
Борралью после одного боя по любителям в том же 2014 году перешел в профессионалы. Он стал чемпионом организации Future FC в среднем весе, достиг рекорда 8-1 и был приглашен принять участие в турнире Претендентской серии Дэйны Уайта.

### Претендентская серия Дэйны Уайта
28 сентября 2021 года Борралью дебютировал в отборочном турнире против канадца Аарона Джеффри. Он победил единогласным решением судей, но не получил контракт от UFC.
19 октября 2021 года, спустя месяц, бразилец вернулся против Джесси Мюррея с рекордом 8–3. Бой проходил в полутяжёлом весе, Борралью победил техническим нокаутом в первом раунде и подписал контракт с UFC.

### Ultimate Fighting Championship
16 апреля 2022 года дебютировал в UFC против Гаджи Омаргаджиева на турнире UFC on ESPN: Луке vs. Мухаммад 2. Бразилец победил единогласным техническим решением (29–27, 29–27, 29–27) после нелегального колена в голову, из-за чего был наказан снятием одного балла. Россиянин не смог продолжить поединок.
9 июля 2022 года на турнире UFC on ESPN: Дус Анжус vs. Физиев встретился с Арменом Петросяном и победил армянского бойца единогласным решением судей (30–27, 30–27, 29–28).
22 октября 2022 года на номерном турнире UFC 280 в Абу-Даби ему противостоял еще один боец из стран СНГ — Махмуд Мурадов. Борралью победил узбекского бойца очередным единогласным решением (30–27, 30–27, 29–28).
29 апреля 2023 года в Лас-Вегасе на турнире UFC on ESPN: Сун vs. Симон задушил со спины во втором раунде польского бойца Михала Олексейчука и получил денежный бонус за «Выступление вечера».
4 ноября 2023 года должен был встретиться с Нурсултоном Рузибоевым на турнире UFC Fight Night: Алмейда vs. Льюис в Сан-Паулу, однако узбек из-за проблем со здоровьем отказался от участия, и его заменил Абус Магомедов. Борралью выиграл бой единогласным решением судей (30–27, 29–28, 29–28).
4 мая 2024 года на UFC 301 Борралью встретился с Полом Крейгом и нокаутировал его во втором раунде.
24 августа 2024 Борралью встретился в главном бою с бойцом, занимающим 5 строчку рейтинга – Джаредом Каннониром. Бой начался на встречных курсах, но с 3 раунда Борралью смог потрясти Каннонира, тем самым взяв на себя всю оставшуюся инициативу до конца боя. Борралью выиграл бой единогласным решением судьей (49-45, 49-45, 48-46)

## Статистика в профессиональном ММА
| Боёв 19         | Побед 17 | Поражений 1 |
| --------------- | -------- | ----------- |
| Нокаутом        | 5        | 0           |
| Сдачей          | 4        | 0           |
| Решением        | 8        | 1           |
| Не состоявшихся | 1        | 1           |

| Результат    | Рекорд   | Соперник            | Способ                           | Турнир                                          | Дата             | Раунд | Время | Место                              | Примечание |
| ------------ | -------- | ------------------- | -------------------------------- | ----------------------------------------------- | ---------------- | ----- | ----- | ---------------------------------- | --- |
| Победа       | 17–1 (1) | Джаред Каннонир     | Единогласное решение             | UFC on ESPN: Каннонир vs. Борралью              | 24 августа 2024  | 5     | 5:00  | Лас-Вегас, Невада, США             | «Бой вечера» (1) |
| Победа       | 16–1 (1) | Пол Крейг           | Нокаут (удар)                    | UFC 301                                         | 4 мая 2024       | 2     | 2:10  | Рио-де-Жанейро, Бразилия           | «Выступление вечера» (2) |
| Победа       | 15–1 (1) | Абусупьян Магомедов | Единогласное решение             | UFC Fight Night: Алмейда vs. Льюис              | 4 ноября 2023    | 3     | 5:00  | Сан-Паулу, Бразилия                | |
| Победа       | 14–1 (1) | Михал Олексейчук    | Удушающий приём (сзади)          | UFC on ESPN: Сун vs. Симон                      | 29 апреля 2023   | 2     | 2:49  | Лас-Вегас, Невада, США             | «Выступление вечера» (1) |
| Победа       | 13–1 (1) | Махмуд Мурадов      | Единогласное решение             | UFC 280                                         | 22 октября 2022  | 3     | 5:00  | Абу-Даби, ОАЭ                      | |
| Победа       | 12–1 (1) | Армен Петросян      | Единогласное решение             | UFC on ESPN: Дус Анжус vs. Физиев               | 9 июля 2022      | 3     | 5:00  | Лас-Вегас, Невада, США             | |
| Победа       | 11–1 (1) | Гаджи Омаргаджиев   | Техническое единогласное решение | UFC on ESPN: Луке vs. Мухаммад 2                | 16 апреля 2022   | 3     | 3:56  | Лас-Вегас, Невада, США             | Дебют в UFC. Возвращение в средний вес. Борралью лишён 1-го балла за нелегальный удар коленом в голову, Омаргаджиев не смог продолжить поединок |
| Победа       | 10–1 (1) | Джесси Мюррей       | Технический нокаут (удары)       | Претендентская серия Дэйны Уайта 2021: 8 неделя | 19 октября 2021  | 1     | 1:41  | Лас-Вегас, Невада, США             | Дебют в полутяжёлом весе |
| Победа       | 9–1 (1)  | Аарон Джеффри       | Единогласное решение             | Претендентская серия Дэйны Уайта 2021: 5 неделя | 28 сентября 2021 | 3     | 5:00  | Лас-Вегас, Невада, США             | |
| Победа       | 8–1 (1)  | Вилдемар Сантус     | Единогласное решение             | Future MMA 12                                   | 16 октября 2020  | 3     | 5:00  | Сан-Паулу, Бразилия                | Завоевал вакантный пояс чемпиона Future FC в среднем весе                                                                                       |
| Победа       | 7–1 (1)  | Икару Кейрус        | Единогласное решение             | Future MMA 10                                   | 6 декабря 2019   | 3     | 5:00  | Сан-Паулу, Бразилия                | |
| Победа       | 6–1 (1)  | Отавиу Сагас        | Удушающий приём (гильотина)      | Future MMA 8                                    | 23 августа 2019  | 1     | 3:44  | Сан-Паулу, Бразилия                | |
| Победа       | 5–1 (1)  | Луис Карлус Алвис   | Удушающий приём (анаконда)       | Mega Fight Championship 2                       | 22 июня 2019     | 1     | 2:03  | Озаску, Сан-Паулу, Бразилия        | |
| Победа       | 4–1 (1)  | Дуглас Насименту    | Технический нокаут (удары)       | Batalha MMA 14                                  | 8 сентября 2018  | 1     | 1:13  | Сан-Паулу, Бразилия                | Дебют в среднем весе |
| Не состоялся | 3–1 (1)  | Райландер Маркес    | Признан несостоявшимся           | Vikings Fight Club 2                            | 16 июня 2018     | 1     | N/A   | Кампинас, Сан-Паулу, Бразилия      | |
| Победа       | 3–1      | Луис Карлус Алвис   | Технический нокаут               | Arena Combat Fight Night 2                      | 16 сентября 2017 | 1     | 0:20  | Сан-Себастьян, Сан-Паулу, Бразилия | |
| Победа       | 2–1      | Эдсон Жуниор        | Удушающий приём (сзади)          | Thunder Fight 9                                 | 30 сентября 2016 | 3     | 3:05  | Сан-Паулу, Бразилия                | |
| Поражение    | 1–1      | Жоао Карвалью       | Единогласное решение             | Bradar Fight 3                                  | 18 июля 2015     | 3     | 5:00  | Сан-Луис, Мараньян, Бразилия       | |
| Победа       | 1–0      | Клейтон Рафаэл      | Нокаут (удар)                    | Evocke Fight: Gods Of War                       | 13 декабря 2014  | 1     | 1:48  | Озаску, Сан-Паулу, Бразилия        | Дебют в полусреднем весе |

## Статистика в любительском ММА
| Результат | Рекорд | Соперник        | Способ                     | Турнир               | Дата         | Раунд | Время | Место                        | Примечание |
| --------- | ------ | --------------- | -------------------------- | -------------------- | ------------ | ----- | ----- | ---------------------------- | ---------- |
| Победа    | 1–0    | Ромуло Оливейра | Технический нокаут (удары) | Bradar Fight Night 1 | 21 июня 2014 | 1     | 2:10  | Сан-Луис, Мараньян, Бразилия |            |